# Universalis Ecclesiae
Universalis Ecclesiae je papeška bula, ki jo je napisal papež Pij IX. 29. septembra 1850.
S to bulo je papež ponovno ustanovil hierarhijo Rimskokatoliške Cerkve v Angliji; ustanovljena je bila metropolija Westminster in 12 škofij, ki so nadomestile predhodne 4 apostolske vikarje.